# 安那卡帕島

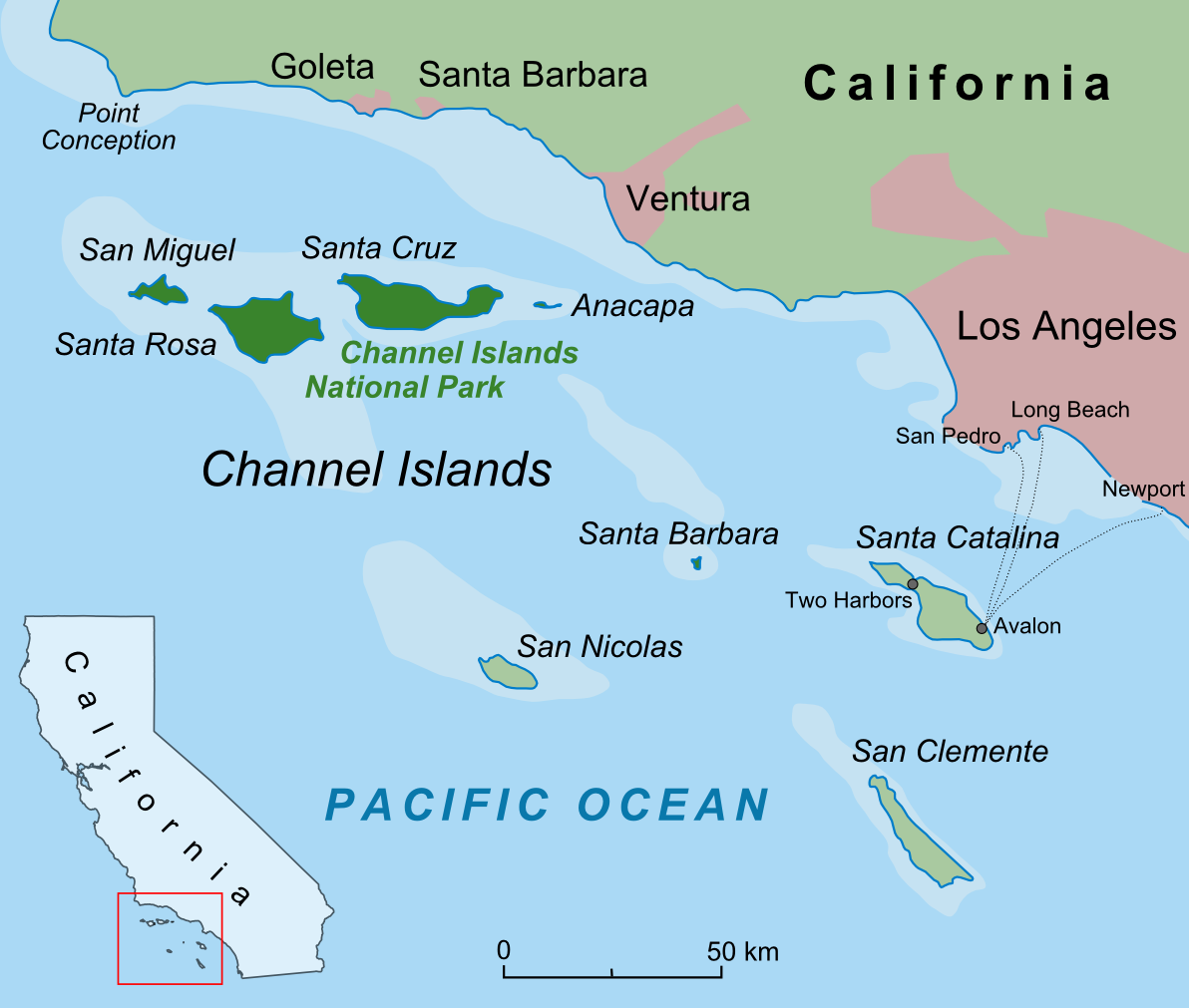
安那卡帕島以Anacapa標示

安那卡帕島（英語：Anacapa Island）是美國南加州外海的海峽群島中離本土大陸最近的島嶼，也是面積僅大於聖塔芭芭拉島的第二小島。安那卡帕島屬於海峽群島國家公園所管轄。安那卡帕島其實是三個小島嶼組成的島鏈，其中包括東安那卡帕、中安那卡帕、西安那卡帕。島上有燈塔及遊客中心。島嶼沿岸有许多洞窟及礁岩，都是由海水及風侵蝕所造成的。安那卡帕島也有豐富的生態資源，包括海獅、海豚、灰鯨、座頭鯨、藍鯨等等。